# José María Benlloch Baviera
José María Benlloch Baviera (València, 1962) és un físic i enginyer valencià.
Es llicencià en ciències físiques a la Universitat de València en 1986, on s'hi va doctorar en 1990 amb la tesi Determinación de los parámetros de la resonancia Z mediante el proceso en DELPHI del col·lisionador LEP en el CERN de Ginebra (Suïssa). Va treballar com personal de recerca del Massachusetts Institute of Technology, sota la supervisió del Premi Nobel de Física Jerôme Friedman de 1992 a 1996. Actualment dirigeix l'Institut d'Instrumentació per a Imatge Molecular, centre mixt del CSIC, la Universitat Politècnica de València i el CIEMAT, primer grup de recerca en Imatge Biomèdica a Espanya. El 2016 fou seleccionat pel Consell Europeu d'Investigació (ERC) Advanced Grant de la Unió Europea.
Des de 1995 fou científic titular del CSIC, i des del 2006 n'és investigador científic. De 1997 a 1998 va treballar per al CERN. Ha publicat més de 200 articles en revistes científiques internacionals, ha estat el coordinador de 30 projectes de recerca, té 8 patents i ha creat 3 empreses spin-off en el camp de l'enginyeria biomèdica. En 2008 va guanyar el Premi Rei Jaume I de Noves Tecnologies i el 2012 la medalla de la Fundació García Cabrerizo.
En 2014 va ser guardonat amb el Premi Nacional d'Investigació Leonardo Torres Quevedo, a l'àrea d'enginyeria.